# Invalidkåren på Ulriksdal
Invalidkåren på Ulriksdal var Sveriges sista veteransjukhus. Den bedrev sin verksamhet på Ulriksdals slott mellan 1822 och 1849. Invalidkåren tog hand om krigsinvalider som kunde göra enklare vakttjänst och andra sysslor. Den efterträdde veteransjukhuset och veteranboendet i Vadstena, som stängdes 1783, och invalidkåren i Karlshamn, som drevs 1790–1834. De krigsinvalider som trots allt bodde kvar på Ulriksdal vid stängningen flyttades över till Danvikens hospital i södra Stockholm.
För sjukhuset fanns också en egen församling, Invalidkåren på Ulriksdals församling, som vid 1849 införlivades i Solna församling.